# Gordon Jago
Gordon Harold Jago (Poplar, 22 ottobre 1932 – Dallas, 4 luglio 2025) è stato un calciatore e allenatore di calcio britannico, di ruolo attaccante.

## Biografia
Inglese di nascita, Jago rimase per lavoro a vivere a Dallas, negli U.S.A.. Sposò nel marzo 1960 la londinese June Isabella Jago, deceduta a Plano (Texas) nel 2014.
Nel 2005 venne inserito nella Walk of Fame nei pressi del Toyota Stadium di Frisco (Texas).

## Carriera

### Calciatore
Iniziò la carriera nel Dulwich Hamlet, per poi passare nel 1954 al Charlton: con gli Addicks giocò tre stagioni nella massima serie inglese e poi, a seguito della retrocessione al termine del campionato 1956-1957, altre cinque in cadetteria.

### Allenatore
Lasciato il calcio giocato, entrò a far parte dello staff tecnico del Fulham.
Nel 1968 si trasferì negli Stati Uniti d'America per allenare il Baltimore Bays. Con Bays ottenne nella stagione d'esordio della NASL il quarto posto della Atlantic Division, non accedendo così alla parte finale del torneo. La stagione seguente fu invece chiusa al quinto e ultimo posto in campionato.
Nel 1969 divenne il commissario tecnico della nazionale di calcio degli Stati Uniti d'America, che guidò nelle semifinali CONCACAF delle qualificazioni al campionato mondiale di calcio 1970, soccombendo ad Haiti.
Nel gennaio 1971 divenne l'allenatore del QPR, impegnato nella Second Division 1970-1971, che chiuse poi all'undicesimo posto. Nella stagione 1972-1973 ottenne la promozione in massima serie grazie al secondo posto in campionato. Nella First Division 1973-1974 ottenne un ottimo ottavo posto mentre nella stagione seguente venne sollevato dall'incarico il 27 settembre 1974, dopo l'undicesima giornata, venendo sostituito da Dave Sexton.
Il 16 ottobre dello stesso anno trovò un nuovo ingaggio, andando a sedersi sulla panchina dei cadetti del Millwall, con cui retrocesse in terza serie al termine della Second Division 1974-1975. Rimase alla guida dei Lions fino al 5 dicembre 1977.
Dal 1978 al 1982 tornò negli Stati Uniti per allenare i Tampa Bay Rowdies, con cui raggiunse le finali del torneo nel 1978 e 1979. Guidò i Rowdies anche nel campionato indoor, vincendo l'edizione 1979-1980.
Dopo un breve ritorno al QPR nel 1984, tornò in America per allenare la squadra indoor Dallas Sidekicks, con cui vinse la MISL 1986-1987, oltre a essere nominato allenatore dell'anno nel 1986 e 1993. 
Per i suoi successi nel calcio indoor venne inserito nella "Indoor Soccer Hall Fame" nel 2013.

## Palmarès

### Allenatore
- North American Soccer League Indoor: 1

Tampa Bay Rowdies: 1979-1980
- Major Indoor Soccer League (1978): 1

Dallas Sidekicks: 1986-1987